# Arisaema danzhuense
Arisaema danzhuense là một loài thực vật có hoa trong họ Ráy (Araceae). Loài này được T.S.Yi & H.Li mô tả khoa học đầu tiên năm 2001.